# バルファー
バルファー (ドイツ語: Barver) は、ドイツ連邦共和国ニーダーザクセン州ディープホルツ郡のザムトゲマインデ・レーデン（行政機関所在地はレーデン）に属す町村（以下、本項では便宜上「町」と記述する）である。

## 地理
バルファーはデュンマー自然公園およびレーデナー・ゲーストモーアの北東、ヴィルデスハウザー・ゲースト自然公園の南に位置し、北のブレーメンと南西のオスナブリュックとのほぼ中間にあたる。この集落は、ケレンベルクの東、ヴァーゲンフェルダー・アウエ川の西岸に位置する。この川はフンテ川の南東の支流である。

## 歴史
この町は1230年に初めて文献に記述されている。1219年には、この町の歴史と関連しているヴェルヴェーレ貴族家が記録されている。この町は12世紀から13世紀には Bervere、1350年に Beruere、1549年に Barwerden、1700年頃に Barver と表記されている。
町の東を通る古道はよく識別できる。鉄道と連邦道がバルファー近くの湿地「フェールシュテレ・アム・ヴァルト」を横切っている。

## 行政

### 議会
この町の議会は11議席からなる。

### 首長
名誉職の町長ハンス＝ヘルマン・ボルクグレーフェは2016年11月に選出され、2021年に再選された。
ゲマインデディレクター（町政の実務責任者）は、マグヌス・キーネである。
過去の町長:
- 1929年 - 1951年: デトレフ・オスターブリンク
- 1951年 - 1954年: ハインリヒ・ホルトゥス
- 1954年 - 1957年: ハインリヒ・フライターク
- 1957年 - 1972年: アドルフ・ロールフィング
- 1972年 - 1976年: フリードリヒ・シューマッハー
- 1976年 - 2001年: ヴィルヘルム・ホルベルク
- 2001年 - 2016年: デトレフ・オスターブリンク

### 紋章
バルファーの紋章は、緑地に3枚の葉と2つの実をつけた金色のオークの枝。その下に、フンテ川支流のアウエ川を表す金色の波帯。その下に金色の石臼。

### 姉妹自治体
- ルゼ（フランス語版、英語版）（フランス、ドゥー＝セーヴル県）1973年8月26日

相互交流は1966年から行われていた。

## 文化と見所

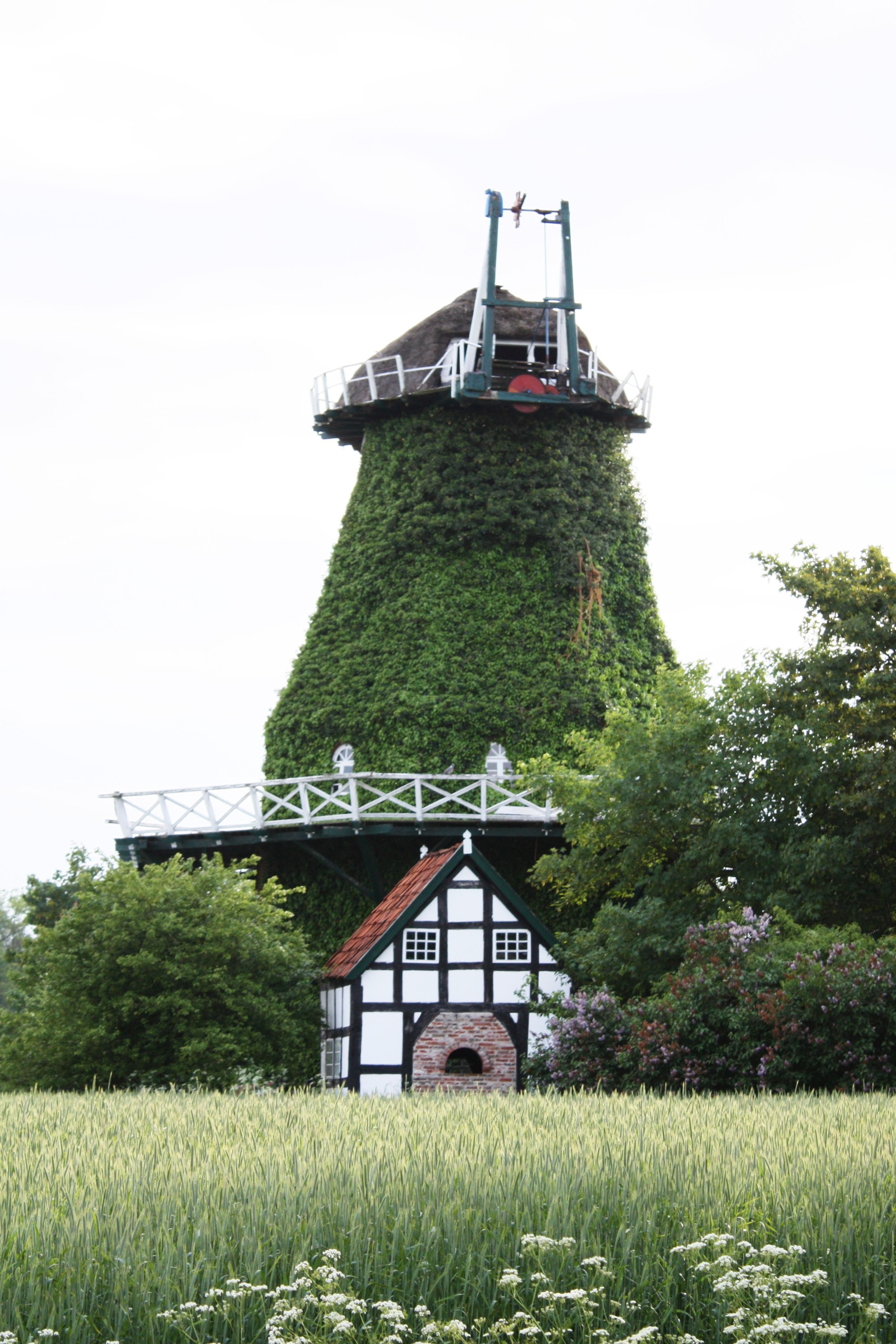
バルファーのオランダ式風車

### 建築
ヴァルファーの建造文化財リストには18件の建築物が登録されている。その中に以下のものが含まれる。
- 州道 L344号線バルンストルファー通りに近い1865年建造の羽根が失われたオランダ式風車（ドイツ語版、英語版）。この風車は、ニーダーザクセン風車・水車街道のヴェーザー川とフンテ川（ドイツ語版、英語版）との間地区の第12ステーションである。

## 経済と社会資本

### 交通
この町はディープホルツとニーンブルク/ヴェーザーとを結ぶ連邦道 B214号線のすぐ北側に面している。鉄道ニーンブルク - ディープホルツ線沿いの地元の駅は廃駅となっている。

### 教育
バルファーにはレーデン基礎課程学校の分校があったが、2018年に閉鎖され、2019年に保育所として開業した。

### クラブ/団体、スポーツ
バルファーには、多目的ホール/公民館とこれに併設された射撃場などのスポーツ施設がある。この施設は以下のクラブ/団体に利用されている。
- シュポルトフェライン・バルファー・フォン 1926
- バルファー射撃協会1920
- バルファー同好会
- テニスクラブ・バルファー
- スポーツフィッシングクラブ
- 模型飛行機クラブ

## 関連図書
- Wilhelm Hollberg. Barver – Unser Dorf und seine Bewohner im Wandel der Zeit
- Wilhelm Hollberg. Barver – Ein Dorf verändert sein Gesicht